# Ястребов, Алексей Олегович
Алексей Олегович Ястребов[ударение?] (Алексий[ударение?]; род. 5 ноября 1970, Щёлково, Московская область, СССР) — протоиерей Русской Православной Церкви. Старший научный сотрудник Института российской истории Российской Академии наук. Доктор философских наук.

## Биография
Родился 5 ноября 1970 г. в г. Щелково Московской обл. в семье служащих. Окончил среднюю школу № 285 г. Москвы в 1987 г.
В 1991—1993 гг. обучался в Московском епархиальном духовном училище в г. Коломне.
В 1993 г. зачислен на Богословско-пастырский факультет Православного Свято-Тихоновского богословского института (сейчас — университет).
В 1997 г. получил степень бакалавра теологии, а в 2000 г. защитил диплом специалиста теологии с отличием.
В 2002 г. защитил в ПСТГУ диссертацию по теме «XI книга Евангельского Приготовления Евсевия Кесарийского: Опыт церковного усвоения античной философии». По результатам защиты была присвоена степень кандидата богословия.
С 1997 г. был занят преподавательской деятельностью. В ПСТБИ и в Сретенской духовной семинарии вел семинары по древнегреческому языку.
С августа 2000 г. — сотрудник ОВЦС МП. С декабря 2000 г. по октябрь 2001 г. и. о. исполнительного секретаря Христианского межконфессионального консультативного комитета.
В октябре 2001 г. направлен на обучение в Папский университет Урбаниана в Риме. В 2006 г. защитил диссертацию по теме «Черты философии Павла Александровича Флоренского. „Конкретный идеализм“ и его истоки». По результатам защиты присвоена степень доктора философии (Magna cum Laude).
В октябре 2002 г. рукоположен в сан священника.
Решением Священного Синода от 7 октября 2002 г. (журнал № 71) направлен на служение в Италию качестве настоятеля прихода святых Жен-мироносиц в Венеции.
В 2005 г. награждён набедренником, в 2008 г. — наперсным крестом.
19 мая 2013 г. руководителем Управления Московской Патриархии по зарубежным учреждениям архиепископом Егорьевским Марком возведен в сан протоиерея.
9 июля 2019 года был отозван из Италии и направлен в распоряжение Святейшего Патриарха.

## Священство
В 2002 году получил предложение о посвящении в священство от Председателя Отдела внешних церковных связей Московского Патриархата митрополита Смоленского и Калининградского Кирилла (сейчас: Святейший Патриарх Московский и всея Руси), который в этом же году рукоположил его в диакона и священника (14 октября 2002 г.). Согласно решению Священного Синода Русской Православной Церкви (От 7 октября 2002 г., Журнал №.71) направлен на новообразованный приход во имя святых жен-мироносиц в Венецию, входивший тогда в Корсунскую епархию Московского Патриархата.

## Настоятель прихода
В качестве настоятеля прихода последовательно проводил работу по собиранию русскоязычной диаспоры, а также по поиску здания храма.
На временной основе католической епархией Венеции в мае 2003 года была предоставлена церковь San Zan Degolà, которая используется для богослужений и по сей день. Община долгое время искала возможности для приобретения или строительства постоянного здания храма.
Практическое взаимодействие с итальянской стороной не ограничилось получением временного церковного здания, но включило в себя сотрудничество по ряду вопросов: паломничеству, межхристианскому диалогу, духовной культуре.
Так, 22-24 октября 2006 Венецию посетил митрополит Смоленский и Калининградский Кирилл (сейчас: Святейший Патриарх Московский и всея Руси) с лекцией-презентацией документа «Основы социальной концепции РПЦ», вызвавшей большой интерес не только в католической среде. Тогда же на приеме у мэра города М.Каччари была достигнута договоренность об организации юбилейной конференции, посвященной священнику Павлу Флоренскому, 125 лет со дня рождения и 80 лет со дня смерти которого исполнялось в 2007 году. Конференция состоялась во дворце дожей 6 декабря 2007 г. при большом стечении поклонников таланта П.Флоренского.
Приход был представлен в качестве наблюдателя в межхристианском совете Венеции, где последовательно отстаивая православную позицию по насущным вопросам современного общества, Алексий Ястребов стремится конструктивно взаимодействовать с представителями других христианских общин.
Участие в общественной и культурной жизни города выражалось в сотрудничестве А. Я. с ассоциациями соотечественников, организации концертов приходского хора, участии в мероприятиях, организуемых российскими и итальянскими государственными и муниципальными структурами и частными лицами.

## Паломническая деятельность
Византийские реликвии, перенесенные после падения Константинополя (1204) с Востока в Венецию сделали её важным местом хранения духовного наследия восточной церкви, каковое стало объектом исследования отца Алексия. Результаты поисков были опубликованы, что привело в дальнейшем к значительному росту паломничества и религиозного туризма, прежде весьма ограниченного.
Действуя в тесном контакте с католической стороной, Алексий Ястребов получил разрешение на коллективное посещение верующими византийских святынь, с условием, чтобы православное паломническое движение не стало помехой жизни католических общин.
Главными местами поклонения православных верующих стали мощи святителя Николая на острове Лидо, мощи свт. Иоанна Милостивого в церкви San Giovanni in Bragora и мощи св. апостола Марка в базилике Святого Марка.

## Научная деятельность
Научная деятельность первоначально связана с изучением истории Венеции во взаимодействии с историей России в XVI—XVIII веках. Изучение святынь привело к идее написания путеводителя по этой теме, который вышел в первом издании в 2010 (Изд-во Papergraf, Падуя) под названием «Святыни Венеции. Православный историко-художественный путеводитель по базилике Святого Марка и церквям города». В 2011 году книга была удостоена премии Макариевского фонда в номинации «История Москвы и историческое краеведение». В 2013 году увидело свет второе издание книги.
Алексей Олегович стал автором статьи «Евсевий Кесарийский» в «Православной энциклопедии» т. 17, С. 252—267 и «Палладий Роговский» т. 54, С. 328—330, а также статей и переводов по богословию, истории Церкви и философии, опубликованных в «Православной энциклопедии», журнале «Церковь и время», «Журнале Московской Патриархии», научном журнале КЛИО, иных церковных и светских периодических изданиях. Алексей Олегович опубликовал ряд статей по русско-венецианским церковно-общественным связям в эпоху Петра I.
6 сентября 2018 получил звание доктора церковной истории.
1 ноября 2018 года в Храме Христа Спасителя получил диплом в номинации Лучшая историческая книга XIII открытого конкурса изданий «Просвещение через книгу» за второе место с работой «Русско-Венецианские дипломатические и церковные связи в эпоху Петра Великого».
В 2019 году в Московском государственном университете им. М. В. Ломоносова защитил кандидатскую на тему «Венецианские греки на русской службе в конце XVII — начале XVIII веков».
4 апреля 2019 года решением Патриарха Кирилла вошел в Объединённый докторский диссертационный совет Московской, Санкт-Петербургской и Минской духовных академий.
С 25 июня 2020 года старший научный сотрудник Института российской истории РАН.
16 декабря 2020 года занял третье место в открытом конкурсе изданий «Просвещение через книгу».

## Публикации
- Обзор русско-венецианских связей в эпоху Петра I (1695—1722 гг.) // ОТЕЧЕСТВЕННАЯ ИСТОРИЯ. 2015. — № 3. — С. 13-23
- Краткий очерк церковной истории Венеции // Журнал «Церковь и Время». 2011. — № 55.
- История церкви — Православие в Венеции // Журнал «Церковь и время» № 4 (49) 2009
- Святитель Григорий Богослов, «О себе самом и об епископах» / Церковь и Время № 1 (22) 2003, С. 106—172.
- Рецензия на книгу Михаила Талалая «Русская церковная жизнь и храмоздательство в Италии» / ЖМП № 7 июль 2011 / 12 июля 2011 г.
- Искушение Востоком: Иерусалимская венециана / ИнСлав РАН, Иерусалимский Православный семинар. Вып. 6. Москва, 2015. С. 17-40. / Выступление в рамках Иерусалимского Православного семинара 15 сентября 2015 г. О венецианской части крестоносной добычи и не только.
- Ecumenismo spirituale nella cristianità ortodossa: la testimonianza di P. Pavel Florenskij. 12-04-2007 Padova
- «La venerazione delle reliquie: da un’antica tradizione al dialogo intercristiano». / L’intervento durante la tavola rotonda «Le reliquie tra storia e attualità» svoltasi all’Istituto Ecumenico «San Bernardino» (Venezia) il 30 marzo 2006 / Studi Ecumenici — anno 2006, numero 4 del 2006
- едиными в духе, пусть многие из нас и рассеяны по лицу земли…" Послание архиепископа Арсения Элассонского митрополиту Гавриилу Севиру (1593) / Церковь и время, 1 (78) 2017, С. 185—195
- История Международных Отношений — Русский посол при Блистательной Порте и венецианские греки / КЛИО № 2 (122) февраль 2017, С. 78-87
- История Международных Отношений — Россия и венецианские греки во вт. половине XVI — вт. половине XVII ст. / Клио, № 8 (116) август 2016
- История Международных Отношений — Венецианские греки на русской службе в конце XVII-начале XVIII / Клио. N 7 (115) июль 2016
- Петр Великий и Римская Церковь. / Церковь и Время, № 2 (75) 2016.
- Исторические факты, события, феномены — «Более всего он желает видеть Венецию…» Ещё раз о возможном посещении Петром I «города мостов и каналов» / Исторический журнал: научные исследования — 2015. — № 6. — С. 709—716. DOI: 10.7256/2222-1972.2015.6.17427
- Ходатайство Петра I за православных Венеции как часть российской внешней политики / Вестник ПСТГУ. Серия II: История. История Русской Православной Церкви. 2016. Вып. 1 (68). С. 123—140 DOI: 10.15382/sturII201668.123-140
- Страницы русско-венецианской дипломатической переписки 80-х и 90-х годов XVII века / Ricerche slavistiche 13 (59) 2015: С. 205—231.
- https://elibrary.ru/item.asp?id=26087767 Братья Лихуды в Падуе и Венеции] / Вестник Церковной Истории 1/2 (37/38) 2015
- Венецианский след в жизненном пути игумена Палладия Роговского / Вестник ПСТГУ, № 4 (54), М 2014.
- «Евсевий Кесарийский» статья в Православной Энциклопедии, т. 17, С. 252—267.
- «Вси бо мя Греки любяху, яко едину с ними имам веру». Представители России в Венеции и Греческая церковь в конце XVI — начале XVIII веков // Богословский Вестник Московской Духовной Академии, № 24-25, 2017, Выпуски 1-2. С. 237—268.[1]
- Петр Толстой и папа Климент XI. Первый русский посол в Константинополе и его связи с Католической Церковью // Церковь и Время, Т. LXXXI, октябрь-декабрь 2017, С. 129—149.

Научно-популярные работы
- Книга «Святыни Венеции»[23]
- Документальный фильм «Православные святыни Венеции»[24][25], снятый телекомпанией «Глас». Показанный также на телевизионном канале СОЮЗ[26]
- Православие.ру ПРАВОСЛАВИЕ В ВЕНЕЦИИ Беседа с настоятелем прихода святых жен-мироносиц в Венеции священником Алексием Ястребовым
- Нескучный сад — Журнал православной жизни Венеция: Мощи святителя Николая есть не только в Бари
- Православная энциклопедия «Азбука веры»
- Православие и Мир
- Русско-венецианские дипломатические и церковные связи в эпоху Петра Великого: Россия и греческая община Венеции[27][28].

Протоиерей Алексий Ястребов: Неизвестная жизнь православной Венеции
Русский дом в городе святого Марка
Виртуальное путешествие в православную Венецию
- Радио Радонеж Священник Алексей Ястребов о святой мученице Марине
- Седмица.ru Ястребов Алексий, протоиерей. Братья Лихуды в Падуе и Венеции
- Русская народная линия — информационно-аналитическая служба Серия статей
- Журнал ФОМА — Сначала венецианцы, потом — христиане

Выступления
- Искушение Востоком: Иерусалимская венециана[29]
- «La venerazione delle reliquie: da un’antica tradizione al dialogo intercristiano».[30]

## Церковные Награды
Русская православная церковь
- Патриаршая грамота;
- Медаль в память 1000-летия преставления св. равноап. кн. Владимира.

Награды иных поместных церквей
- орден прп. Паисия Величковского II ст.[31] (Православная Церковь Молдовы);
- «Памятный знак 1025-летия Крещения Руси» (Украинская православная церковь);